# Нітрит срібла(І)
Нітри́́т срі́бла(I) — неорганічна сполука, сіль металу срібла і нітритної кислоти з формулою AgNO2, безбарвні або жовті кристали, розчиняються у воді.

## Добування
- Обробка нітрату срібла(I) нітритом лужного металу:

{\displaystyle {\mathsf {AgNO_{3}+KNO_{2}\ {\xrightarrow {}}\ AgNO_{2}+KNO_{3}}}}
- Обробка сульфату срібла нітритом барію:

{\displaystyle {\mathsf {Ag_{2}SO_{4}+Ba(NO_{2})_{2}\ {\xrightarrow {}}\ 2AgNO_{2}+BaSO_{4}\downarrow }}}

## Фізичні властивості
Нітрит срібла(I) утворює безбарвні або жовті кристали ромбічної сингонії, просторова група P mmn,
параметри комірки a = 0,3505 нм, b = 0,614 нм, c = 0,516 нм, Z = 2.
Розчиняється у воді, не розчиняється в етанолі.

## Хімічні властивості
- При упарюванні розчину нітриту срібла в аміаку випадає нітрит амінсрібла:

{\displaystyle {\mathsf {AgNO_{2}+NH_{3}\ {\xrightarrow {}}\ [AgNH_{3}]NO_{2}}}}
- Розчиняється в надлишку нітритів лужних металів:

{\displaystyle {\mathsf {AgNO_{2}+KNO_{2}\ {\xrightarrow {}}\ K[Ag(NO_{2})_{2}]}}}
- Заміщує атом галогену на нітрогрупу (реакція Мейєра):

{\displaystyle {\mathsf {RBr+AgNO_{2}\rightarrow RNO_{2}+AgBr\downarrow }}}

## Застосування
- В органічному синтезі для виробництва аліфатичних нітропохідних.